# César de Choiseul, 1er duc de Choiseul

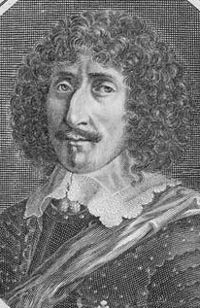
Porträt des Maréchal du Plessis

Wappen

César de Choiseul, 1er duc de Choiseul, comte d’Hostel, comte du Plessis-Praslin, vicomte de Saint-Jean, (* 12. Februar 1598 in Paris; † 23. Dezember 1675 ebenda) war ein französischer Aristokrat und Soldat des 17. Jahrhunderts. Er erreichte den Rang eines Maréchal de France.
Während der Krise der Fronde stand er loyal zur Regentin und befand sich während der Belagerung von Paris in der Armee des Fürsten Louis II. de Bourbon-Condé.

## Leben

### Herkunft und Familie
César de Choiseul-Praslin entstammte dem Hause Choiseul, einer adeligen Familie aus Choiseul im heutigen Département Haute-Marne, die wiederum auf die Grafen von Lanques zurückging. Die illustre Familie stellt eine Anzahl von berühmten Persönlichkeiten im Dienste des Königreichs Frankreich: fünf Marschälle von Frankreich, einen Kardinal, zwei Bischöfe und mehrere Staatsmänner. Die Ursprünge der Familie liegen im 12. Jahrhundert.
Sein Vater, Ferry II. de Choiseul, war der dritte Sohn von Ferry I. de Praslin, dem Begründer des Zweiges Choiseul-Praslin des Hauses Choiseul. Er war der Neffe von Charles de Choiseul-Praslin (1563–1626), Maréchal de France.
Sein Bruder, Gilbert de Choiseul du Plessis-Praslin (1613–1689), war Bischof von Comminges und Tournai.

## Militärische und diplomatische Karriere

### Während des Dreißigjährigen Krieges
César de Choiseul trat mit vierzehn Jahren in die Armee ein. Zum ersten Mal zeichnete er sich bei der Belagerung von La Rochelle (1627–1628) aus, bei der er ein Regiment kommandierte. Danach war er an der Verteidigung der Île d’Oléron und der Île de Ré gegen die Angriffe der Engländer unter George Villiers, 2. Duke of Buckingham, beteiligt.
Im Jahre 1630 war er an der Belagerung von Pignerolo beteiligt und gewann das Vertrauen von Cardinal de Richelieu, der ihn in die Verhandlungen einband, die dazu dienten, die Herzogtümer Parma, Savoyen und Mantua vom Abschluss einer Allianz mit Spanien abzubringen.
Von 1630 bis 1635 war er Botschafter beim Herzog von Savoyen und wurde am Ende seiner Bestallung zum Maréchal de camp befördert.
Von 1636 bis 1645 kommandierte er im Piémont, wo er mehrfach als Oberkommandierender eingesetzt war. 1640 wurde er zum Gouverneur von Turin ernannt und 1642 wurde ihm der Titel Lieutenant général des armées du Roi übertragen. In Spanien konnte er große Geländegewinne erzielen und mehrere Festungsstädte zurückgewinnen, welche die Spanier zuvor erobert hatten. 1645 war er an der Eroberung der Festung von Roses in Katalonien aktiv beteiligt, was ihm den Marschallstab einbrachte. Er kehrte dann nach Italien zurück, wo er als Heerführer, aber auch als Unterhändler agierte. Er nahm die Insel Elba ein, schlug die Truppen von Papst Innozenz X. bei der Belagerung von Piombino und zwang ihn zu Verhandlungen. 1648 errang er bei Trancheron (Cremona) einen Sieg über die Spanier, was den Weg zur Einnahme von Mailand freimachte. Da es an allem mangelte, stellte er aus seinem persönlichen Vermögen die Summe von 450.000 Livres zur Beschaffung von Versorgungsgütern zur Verfügung, eine Summe, die er niemals zurückerhielt. Im Jahre 1649 wurde er zum Gouverneur von Philippe I. de Bourbon, duc d’Orléans ernannt.

### Fronde
Nachdem sich die Widrigkeiten während des Aufstandes der Fronde ausgeweitet hatten und der königliche Hof aus Paris nach Saint Denis ausweichen musste, wurde an Choiseul appelliert und er wegen seiner Verdienste gelobt. Dieser zog daraufhin mit 4000 Mann zum Schutz des Hofes in das Gebiet bei Saint Denis und Charenton. Der Marschall führte diese Aktion erfolgreich durch und wirkte noch bei der Belagerung von Paris mit. Die zur Entlastung der Stadt herbeieilenden Spanier wurden später von ihm zurückgeschlagen und Bordeaux unterworfen.
Als der Vicomte de Turenne, einer der Anführer der Fronde, Stenay verließ, ordnete Kardinal Mazarin an, ihn aufzuhalten. Mit der Schlacht bei Rethel sperrte Choiseul Turenne den Weg nach Vincennes. Choiseul war Vorbild für den König in dieser Art der Kriegsführung und der Belagerungen. 

### Minister
Im Jahre 1652 wurde Choisel von König Ludwig XIV. zum Staatsminister ernannt. Als solcher beaufsichtigte er den Bau der Befestigungen von Perpignan. 
Am 31. Dezember 1661 wurde er Mitglied des Ordens vom Heiligen Geist. Im November 1665 wurde er zum ersten Herzog von Choiseul erhoben und es wurde ihm die Würde eines Pairs von Frankreich verliehen.
Choiseul war an der Ausarbeitung verschiedener Staatsverträge maßgeblich beteiligt, so unter anderem des Vertrages von Dover.
Er starb am 23. Dezember 1675.

## Heirat und Nachkommen
Er heiratete Colombe de Charron, erste Hofdame der Herzogin von Orléans. Der Ehe entsprangen drei (?) Kinder:
- César de Choiseul du Plessis-Praslin, Ritter des Malteserordens, Schutzherr über die Abtei Saint-Sauveur de Redon von 1643 bis zu seinem Tod 1648. Er ist ohne Nachkommenschaft in der Schlacht bei Trancheron gefallen.
- Alexandre de Choiseul, Schutzherr über die gleiche Abtei bis 1652, als er sich dem Kriegshandwerk zuwandte. Er hatte keine Nachkommen.
- César Auguste de Choiseul de Plessis-Praslin, danach Schutzherr über die Abtei bis zu seinem Tod 1681. Er hatte keine Nachkommen. Durch das Aussterben der Familie erlosch das Patronat.
- César III. Auguste de Choiseul de Plessis-Praslin (1637–1705), hatte Nachkommen.